# The Boogie Man Will Get You
The Boogie Man Will Get You è un film del 1942 diretto da Lew Landers. È la seconda delle quattro commedie che Boris Karloff e Peter Lorre girarono insieme.

## Trama
Winnie Slade è una giovane divorziata che compra una vecchia casa con terreno da un professore alquanto bizzarro che vive lì con la sua altrettanto bizzarra cameriera e un contorno di eccentrici vicini. La giovane permette loro di continuare a vivere nella proprietà, ignorando che il professore sta compiendo strani ed inquietanti esperimenti su un cadavere. La compagnia presto si completerà con l'arrivo di un medico ciarlatano, uno strano coreografo, l'ex marito di Winnie e un disertore dell'esercito italiano.